# Municipalità locale di Greater Giyani
Greater Giyani è una municipalità locale (in inglese Greater Giyani Local Municipality) appartenente alla municipalità distrettuale di Mopani della provincia del Limpopo in Sudafrica.
Il suo territorio si estende su una superficie di 2.985 km² ed è suddiviso in 30 circoscrizioni elettorali (wards). Il suo codice di distretto è LIM331.

## Geografia fisica

### Confini
La municipalità locale di Greater Giyani confina a nord con quelle di Thulamela e Makado (Vhembe), a sud con quella di Ba-Phalaborwa, a ovest con quelle di Greater  Tzaneen e Greater Letaba a est con la District Management Area LIMDMA33.

### Città e comuni
- Dzumeri
- Giyani
- Hlaneki
- Hlanganani
- Mabunda
- Makhuva
- Modjadji
- Msengi
- Ndengeza
- Nkomo
- Nkuri
- Nxomo
- Phalakubeni
- Shiviti

### Fiumi
- Groot Letaba
- Klein Letaba
- Magobe
- Mbhawula
- Molototsi
- Nalatsi
- Nkomo
- Nsama

### Dighe
- Nsami Dam
- Middel Letaba Dam